# 草地鷚屬

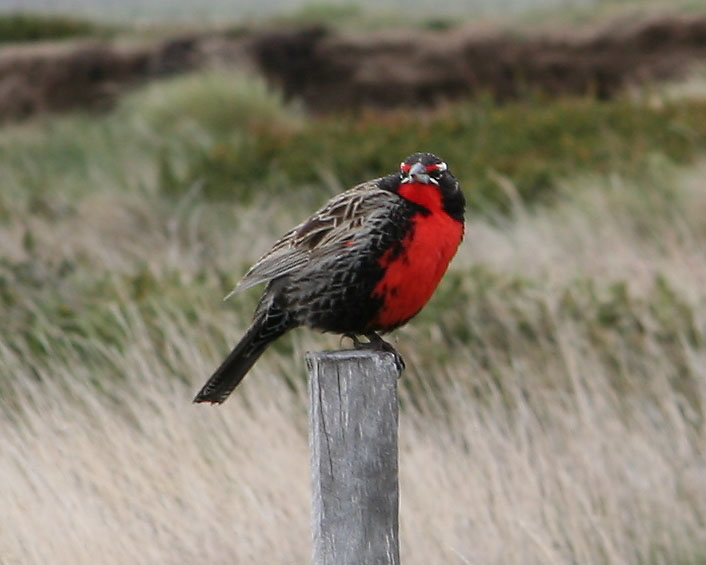
長尾草地鷚

草地鷚屬（Sturnella）是擬黃鸝科下的一個屬。其下的生物多是以昆蟲為食的鳥類，生活在草地上。所有的種的雄性背部都是黑色或者褐色的，身體下半部一般是紅色或者黃色的。

## 種
草地鷚下的種包括：
胸部為紅色的種，主要生活在南美：
- 紅胸草地鷚（Sturnella militaris）
- 白眉草地鷚（Sturnella superciliaris）
- 秘魯草地鷚（Sturnella bellicosa）
- 彭巴草地鷚（Sturnella defillippi）
- 長尾草地鷚（Sturnella loyca）

胸部為黃色的物種，主要分佈於北美：
- 東美草地鷚（Sturnella magna）
- 西美草地鷚（Sturnella neglecta）

## 外部連結
- Meadowlarks on Enature
- Sturnella videos, photos and sounds on the Internet Bird Collection